# Pritzwalk
Pritzwalk est une petite ville du nord-ouest du Brandebourg dans l'arrondissement de Prignitz.

## Géographie
Pritzwalk est située dans la province prussienne de Brandebourg, arrondissement de Prignitz-de-l'Est (de).
La ville est traversée par la Dömnitz, affluent de la Stepenitz. La municipalité comprend la ville elle-même, ainsi que les villages de Giesensdorf (depuis 2002), Alt Krüssow, Beveringen et le hameau de Streckenthin, Buchholz, Sarnow, Falkenhagen, Kemnitz avec Böltzke, Mesendorf, Sadenbeck avec Kuckuck, Schönhagen, Seefeld, Steffenshagen, et Wilmersdorf avec Könkendorf et Neu Krüssow, le tout depuis 2003.
Les villages et quartiers de Birkenfelde, Hasenwinkel, Kammermark, Neuhausen et Neuhof en faisaient partie avant la réunification de l'Allemagne.

## Histoire

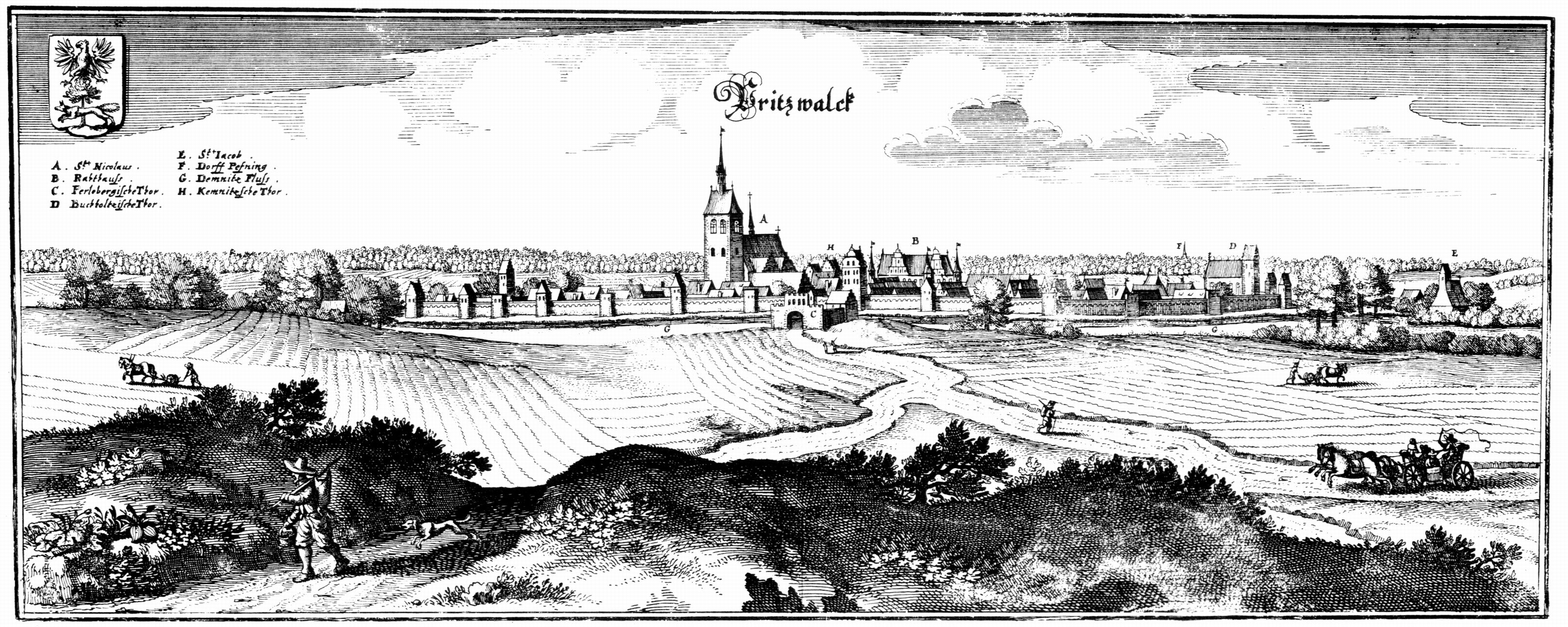
Pritzwalk en 1652

En 1256, Pritzwalk obtient les privilèges d'une ville et devient membre de la Ligue hanséatique vers 1400.
En 1816, Pritzwalk avait 2422 habitants. Le 1 de novembre 1821, l'Hôtel de ville, l'hôpital, l'école, et 308 des 348 maisons de la ville sont détruits par un grand incendie. À peu près 2000 personnes deviennent sans-abri. Après, le mur de la ville construit au Moyen Âge fut démoli car on avait besoin de matériaux de construction pour reconstruire la ville. Après 1866, les remparts et fossés des temps médiévaux furent transformés en un parc public qui entoure le centre de la ville aujourd'hui.
Le 14 avril 1945, Pritzwalk est la cible d'un bombardement qui entraîne la mort de presque 200 personnes et la destruction du quartier de la gare.

## Culture

### Musées
- Musée de la ville et de la brasserie, fondé en 1954 par Albert Guthke (1900-1981), dans les anciens bâtiments de la brasserie.
- Musée du moulin de Kathfeld, fondé en 1396, qui présente les techniques de minoterie des années 1930[7]. Aux temps médiévaux, il y avait sept moulins à eau à Pritzwalk.
- Moulin Schönhagener Mühle, construit en 1848 et rénové en 2019. Le moulin est mentionné pour la première fois en 1438[8].

### Sculptures
- Sculpture (1966) du résistant Ernst Henkel dans le Bürgerpark. Il mourut dans un camp de concentration en 1944.
- Sculpture (1947) dans le Bürgerpark en hommage aux victimes du national-socialisme, appelées en république démocratique allemande Opfer des Faschismus.
- Mémorial au cimetière en souvenir des travailleurs forcés polonais
- Mémorial au cimetière en souvenir des soldats allemands
- Mémorial en souvenir de Hermann Calmon, juif tué à Buchenwald en 1938.

## Architecture
- Rathaus, ou mairie, 1840
- Église-halle luthérienne Saint-Nicolas, datant du Moyen Âge et construite en grès. Le clocher mesurant 72 m fut construit en 1882[9].
- Ruines de l'enceinte de la ville avec une tour en demi-cercle datant du Moyen Âge
- Après le grand incendie de 1821 beaucoup de maisons à colombages furent reconstruites dans le style traditionnel, p.e. dans la rue Schützenstraße.
- Beaucoup de maisons construites dans le style de l'Art nouveau furent restaurées après la réunification allemande, p.e. dans la rue Hagenstraße.
- Tour de Bismarck, mesurant 18,5m, élevée en 1905 sur la montagne Trappenberg et rénovée en 1999[10].
- Mausolée de la famille Quandt, 1920
- Ancienne tuilerie de la famille Quandt-Draeger (1870-1940)
- Brasserie Preußen Pils
- Moulin de Kathfeld
- La Maison de la culture (Kulturhaus) de 1959, la gare centrale de 1955 et la Bibliothèque construite en 1978 sont des exemples de l'architecture stalinienne dans l'ancienne RDA[11]. La Bibliothèque fut classée comme monument historique[12].
- L'église du village Bölzke fut construite dans le style d'une maison à colombages en 1825 et rénovée en 2011[13].
- L'église de Sainte-Anne dans le village Alt Krüssow est une église-halle de pèlerinage. Elle fut construite au XVe siècle dans le style gothique tardif[14].

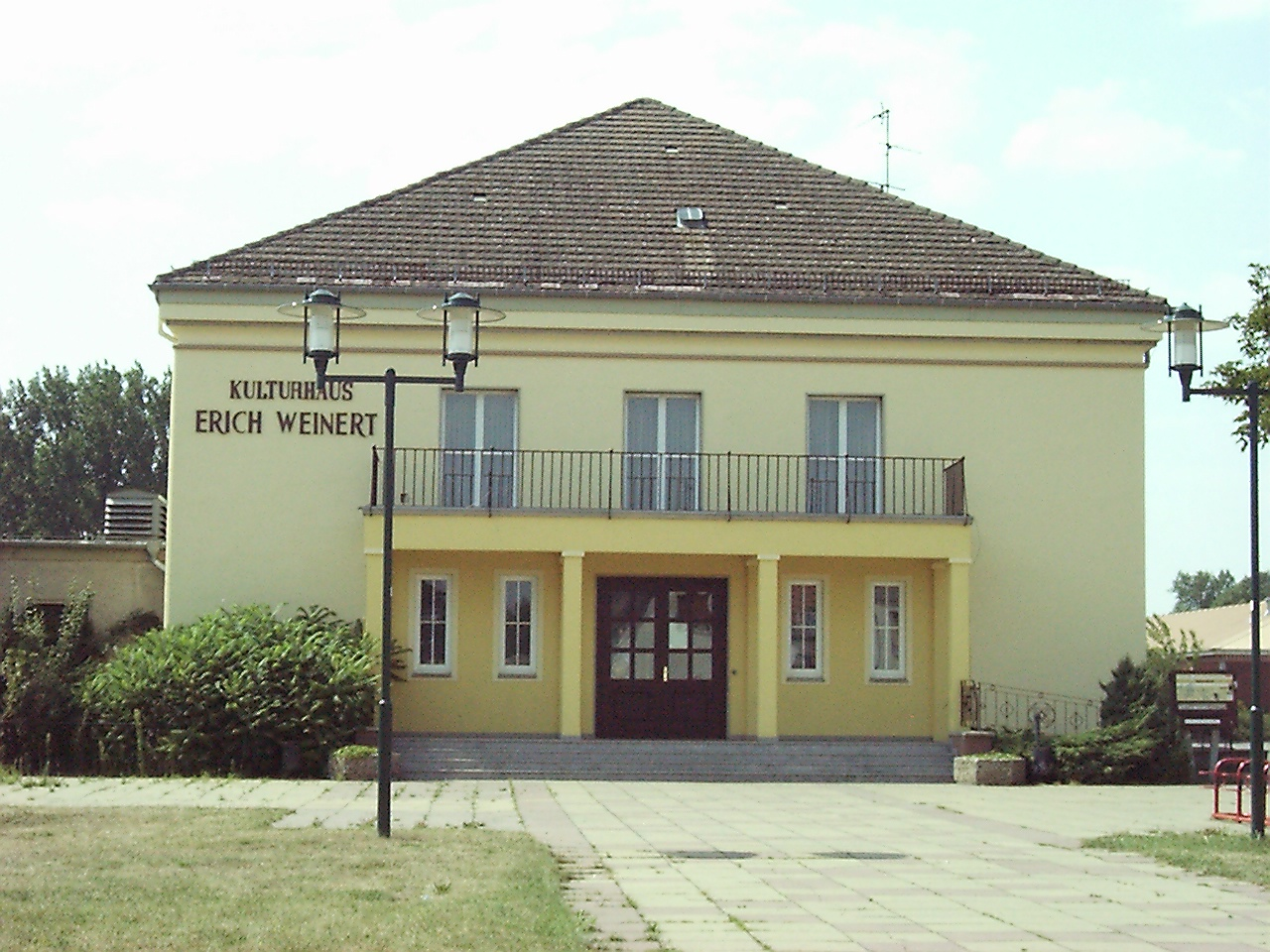
Maison de la culture
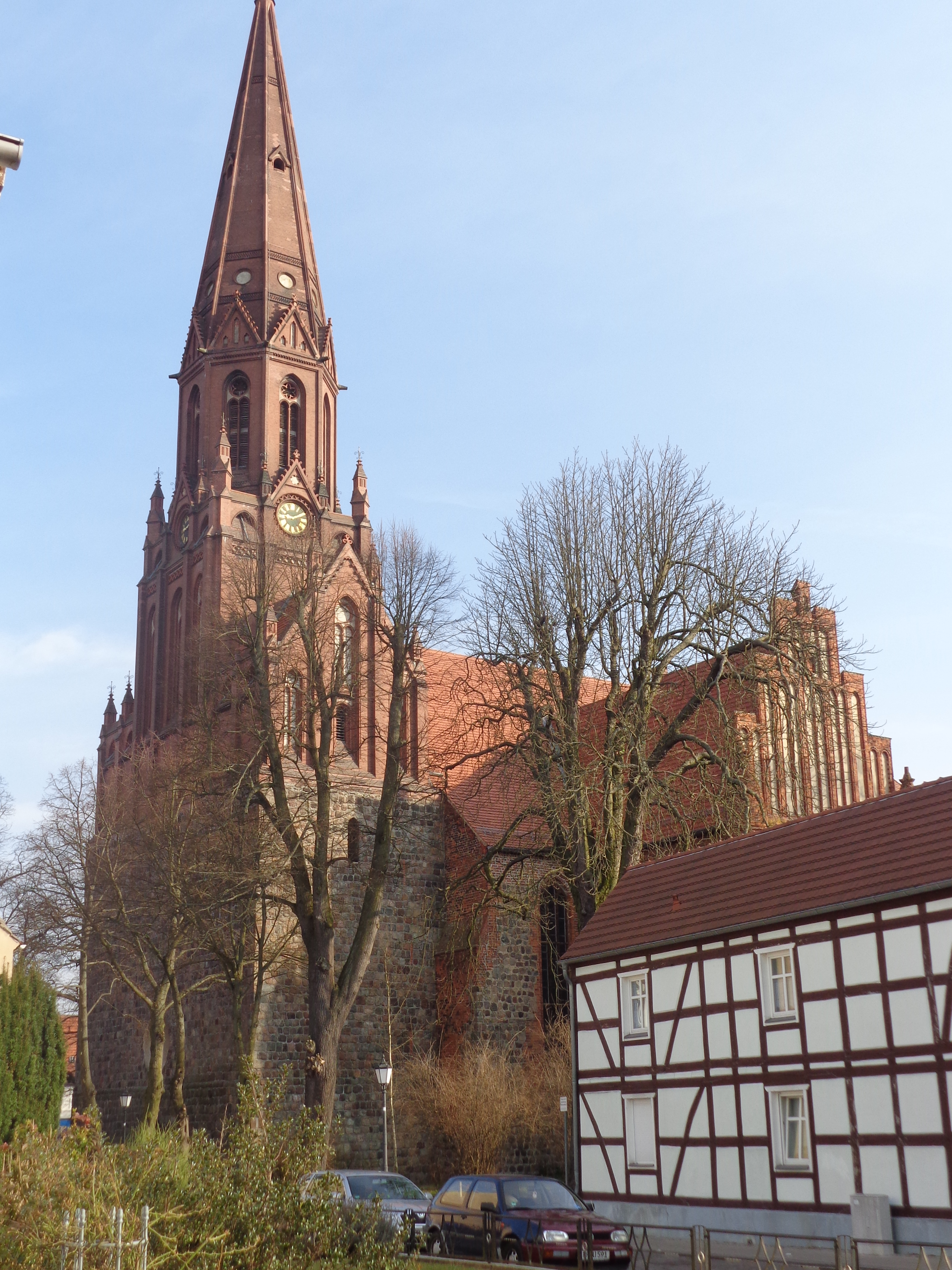
L'église Saint-Nicolas
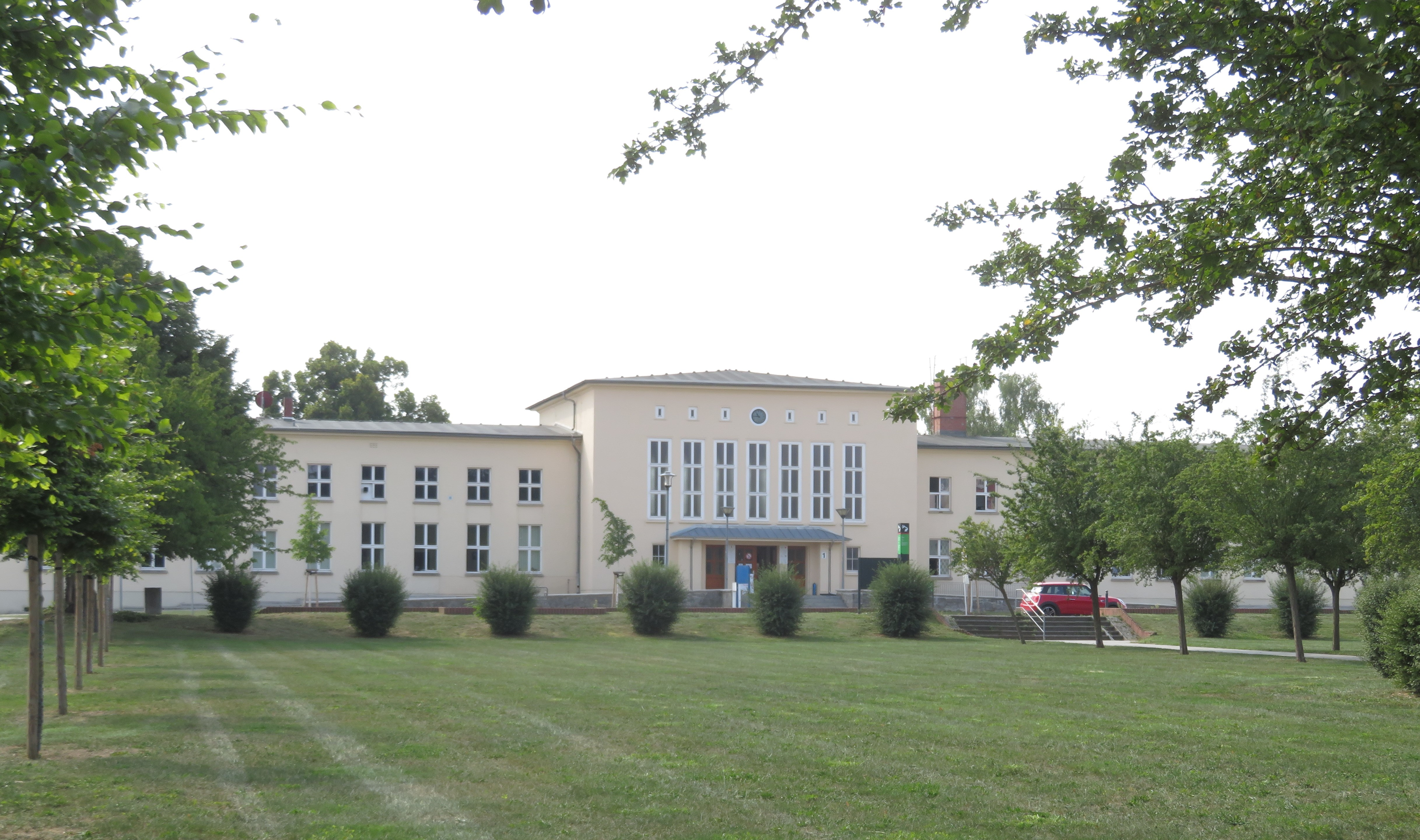
Gare centrale
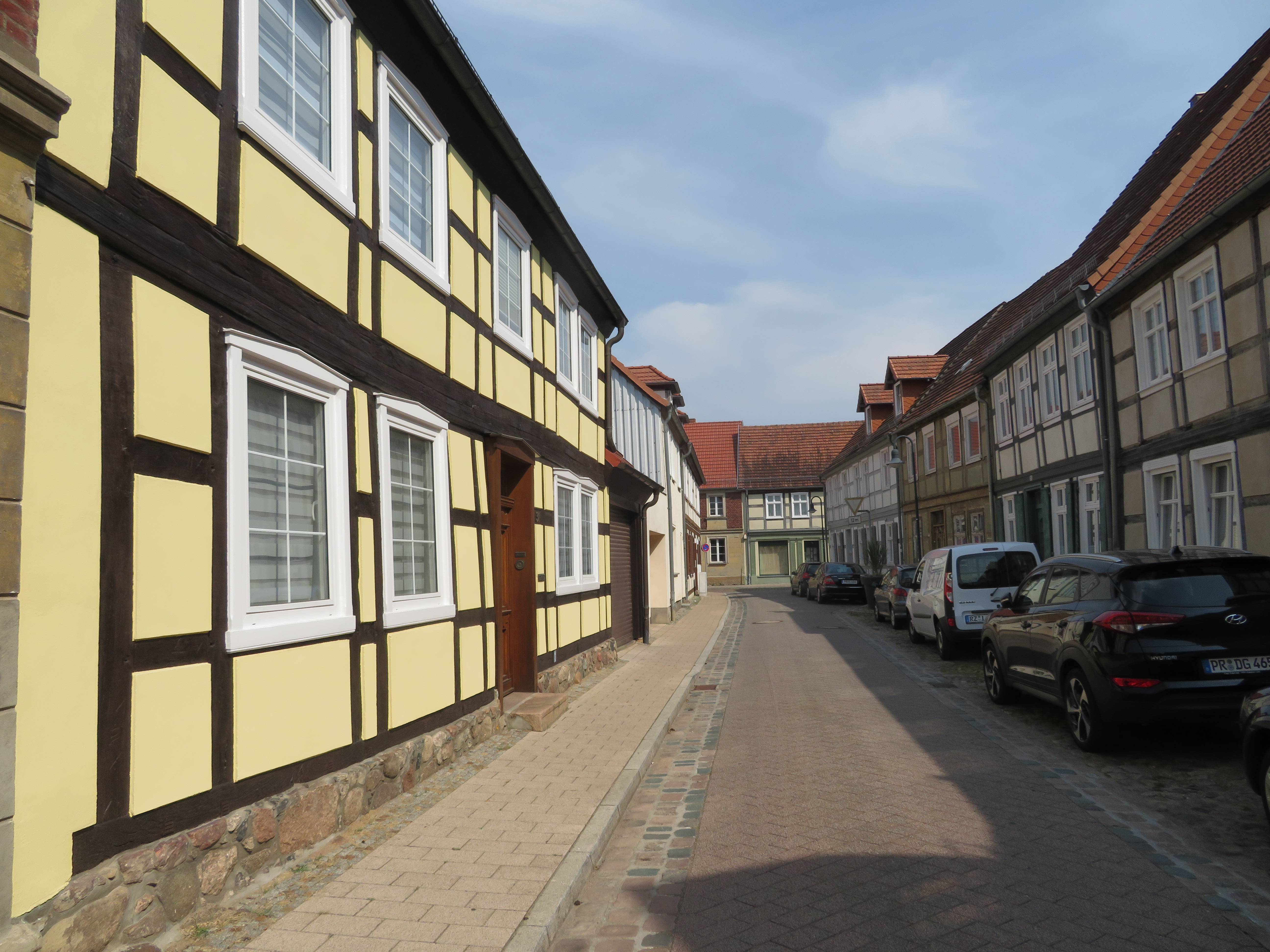
La rue Schützenstraße
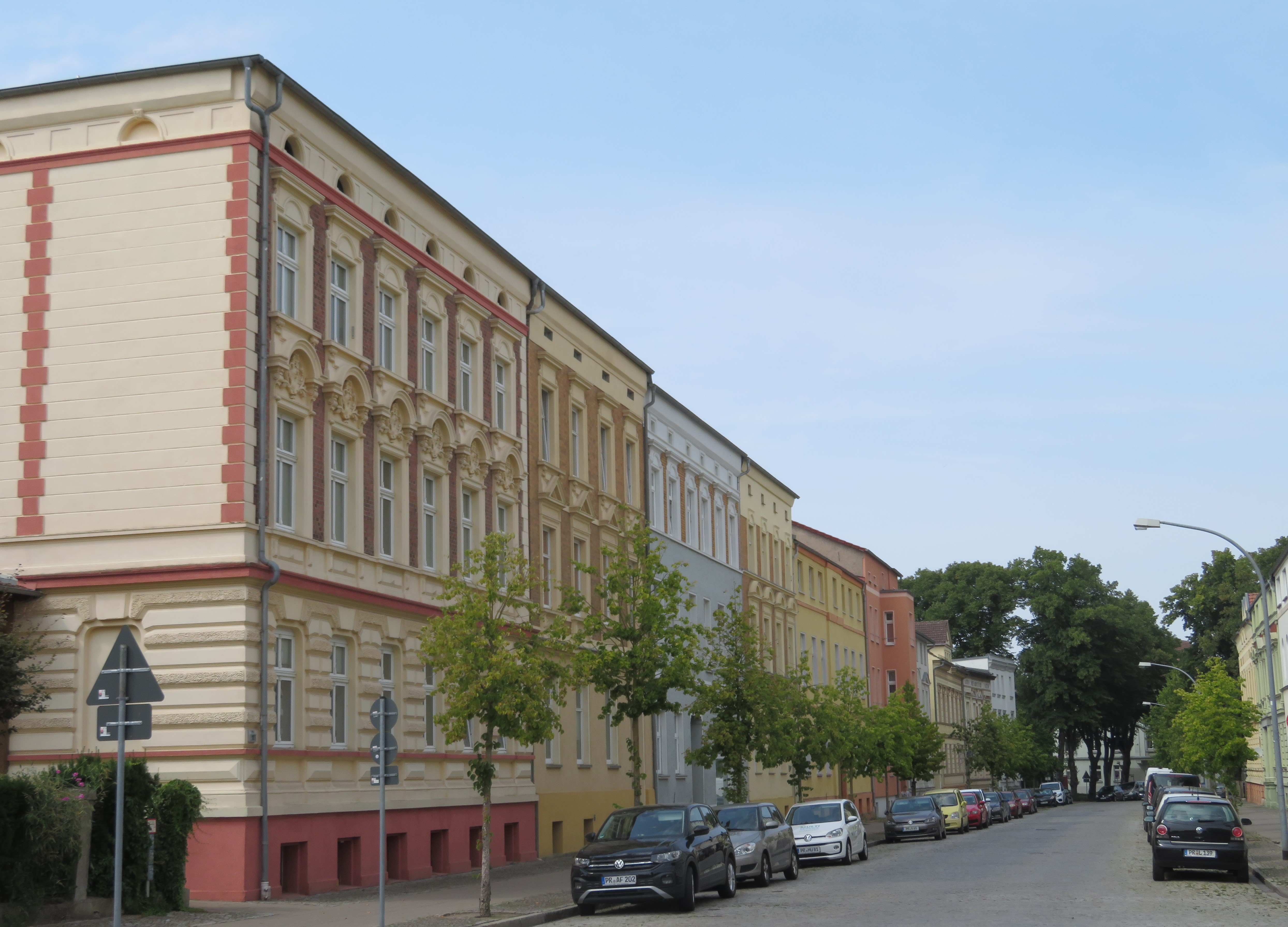
La rue Hagenstraße

## Jumelages
- Winsen (Allemagne)

## Personnalités
- Hans von Flotow (1862-1935), diplomate
- Heinrich Gätke (1814-1897), ornithologue
- Hermann von Grauert (1850-1924), historien
- Heinrich Hellhof (1868-1914), peintre portraitiste
- Günther Quandt (1881-1954), industriel
- Herbert Quandt (1910-1982), fils de Günther Quandt, industriel